# 12131 Echternach
12131 Echternach è un asteroide della fascia principale. Scoperto nel 1960, presenta un'orbita caratterizzata da un semiasse maggiore pari a 2,9077175 UA e da un'eccentricità di 0,0219649, inclinata di 0,99799° rispetto all'eclittica.